# Jeepster
Singles de T. Rex
Get It On
(juillet 1971) Telegram Sam
(janvier 1972)
Jeepster est une chanson de T. Rex sortie en single en 1971.

## Histoire
Écrite et composée par Marc Bolan, Jeepster est publiée en 45 tours par le label Fly Records sans l'avis du chanteur. Elle reste quinze semaines dans le hit-parade britannique et plafonne à la 2e place.

## Reprises
- Fish sur l'album Songs from the Mirror (en) (1993)
- Hollywood Vampires sur l'album Hollywood Vampires (2015)